# Parlamentswahl in Lettland 1995
- LSP: 5
- TSP: 6
- DPS: 18
- LC: 17
- TB: 14
- LZS - KDS: 8
- TKL: 16
- LNNK: 8
- LVP: 8

Die Parlamentswahl in Lettland 1995 fand am 30. September und 1. Oktober 1995 statt. Es war die Wahl zur 6. Saeima der Republik Lettland.

## Politische Entwicklungen seit der letzten Wahl
Nach der letzten Wahl 1993 war eine Koalitionsregierung unter Premierminister Valdis Birkavs (Lettlands Weg) gebildet worden. Diese Regierung fand jedoch schon 1994 nach dem Austritt des Bauernverbands ihr Ende. Eine Gruppierung von Oppositionsparteien des „Nationalen Blocks“ (Nacionâlais Bloks), die neben der Unabhängigkeitsbewegung (LNNK) die „Partei für Vaterland und Freiheit“ (Tevzemei un Brivibai), die Christdemokraten und Teile des Bauernverbands umfasste, bemühte sich vergeblich um Bildung einer Regierung, obwohl Staatspräsident Guntis Ulmanis den Politiker Andrejs Krastiņš (LNNK) damit beauftragte. Daraufhin bildete Māris Gailis (Lettlands Weg) als neuer Premierminister eine Minderheitsregierung, die von verschiedenen Parteien gestützt wurde, vor allem vom „Politischen Verband der Volkswirte“ (Tautsaimnieku Politiskā Apvienība), einer Gruppierung, die sich von der „Partei der Volksharmonie“ (Tautas Saskaņas partija) abgespalten hatte. Der „Nationale Block“ schaffte es auch bei der Wahl 1995 nicht, eine eigene geschlossene Wahlplattform aufzustellen.
Die wesentlichste parteipolitische Veränderung war die Vereinigung der kleinen „Demokratischen Zentrumspartei“ (Demokrātiskā Centra Partija) mit der Partei Saimnieks („Hausherr“) zur „Demokratischen Partei Saimnieks“ im April 1995. Vor der Wahl 1995 bildete der Bauernverband (LZS) mit „Lettlands Union der Christdemokraten“ (Latvijas Kristīgi demokrātu savienība, KDS) und der „Demokratischen Partei Lettgallens“ eine gemeinsame Wählerliste.
Einiges Aufsehen auch in der deutschen Presse erregten die populistischen Aktionen des deutsch-lettischen Geschäftsmanns Joachim Siegerist (in lettischer Schreibweise Joahims Zigerists) der in der vorangegangenen Legislaturperiode aus der LNNK ausgeschlossen worden war und danach zusammen mit seinem ebenfalls ausgetretenen Parteifreund Odisejs Kostanda die „Volksbewegung für Lettland“ (Tautas Kustiba Latvijai) gegründet hatte. Siegerist machte unter anderem durch Wählergeschenke auf sich aufmerksam. In den Dörfern Lettlands ließ er Bananen, Spielzeug und warme Socken verteilen.

## Wahlsystem
Es wurden 100 Sitze im lettischen Parlament neu bestimmt. Es galt eine Fünf-Prozent-Sperrklausel. Gewählt wurde nach dem Verhältniswahlrecht. Die Legislaturperiode betrug vier Jahre.

## Wahlergebnis
Von 19 Listen zogen 9 in die Saeima ein. Die anderen scheiterten an der 5 %-Hürde.

Gewählte Abgeordnete und Mehrheiten nach Regionen und Rajons

| Partei                          | Partei                                                                        | Stimmen   | Stimmen | Stimmen | Sitze  | Sitze |
| Partei                          | Partei                                                                        | Anzahl    | %       | +/−     | Anzahl | +/−   |
| ------------------------------- | ----------------------------------------------------------------------------- | --------- | ------- | ------- | ------ | ----- |
|                                 | Demokratische Partei Saimnieks (DPS)                                          | 144.758   | 15,2    | Neu     | 18     | Neu   |
|                                 | Volksbewegung für Lettland (Siegerist-Partei) (TKL)                           | 142.324   | 14,9    | Neu     | 16     | Neu   |
|                                 | Lettlands Weg (LC)                                                            | 139.929   | 14,7    | −17,7   | 17     | −19   |
|                                 | Für Vaterland und Freiheit (TB)                                               | 114.050   | 11,9    | +6,5    | 14     | +8    |
|                                 | Partei der Einheit Lettlands (LVP)                                            | 68.305    | 7,2     | +7,1    | 8      | +8    |
|                                 | LZS – KDS                                                                     | 60.498    | 6,3     | +1,3    | 8      | +2    |
|                                 | Lettische Nationale Unabhängigkeitsbewegung (LNNK)                            | 60.352    | 6,3     | −7,1    | 8      | −7    |
|                                 | Sozialistische Partei Lettlands (LSP)                                         | 53.325    | 5,6     | Neu     | 5      | Neu   |
|                                 | Partei der Volksharmonie (TSP)                                                | 53.041    | 5,6     | −6,4    | 6      | −7    |
|                                 | Arbeit und Gerechtigkeit                                                      | 43.599    | 4,6     | Neu     | 0      | Neu   |
|                                 | Politische Vereinigung der Volkswirte                                         | 14.209    | 1,5     | Neu     | 0      | Neu   |
|                                 | Bauernverband Lettlands (LZS)                                                 | 13.009    | 1,4     | −9,3    | 0      | −12   |
|                                 | Lettlands Partei der Russischen Bürger (LKPP)                                 | 11.924    | 1,3     | Neu     | 0      | Neu   |
|                                 | Lettische Volksfront (LTF)                                                    | 11.090    | 1,2     | −2,4    | 0      | ±0    |
|                                 | Politischer Verband der Minderbemittelten und Lettische Unabhängigkeitspartei | 9.468     | 1,0     | Neu     | 0      | Neu   |
|                                 | Unser Land und Antikommunistische Union                                       | 5.050     | 0,5     | −0,3    | 0      | ±0    |
|                                 | Demokratische Partei                                                          | 2.546     | 0,3     | Neu     | 0      | Neu   |
|                                 | Lettlands Liberale Partei                                                     | 2.163     | 0,2     | ±0,0    | 0      | ±0    |
|                                 | Lettische Nationaldemokratische Partei (LNDP)                                 | 1.367     | 0,1     | Neu     | 0      | Neu   |
| Gesamt                          | Gesamt                                                                        | 951.007   | 100,0   |         | 100    |       |
| Gültige Stimmen                 | Gültige Stimmen                                                               | 951.007   | 98,5    | −0,1    |        |       |
| Ungültige Stimmen               | Ungültige Stimmen                                                             | 14.332    | 1,5     | +0,1    |        |       |
| Wahlbeteiligung                 | Wahlbeteiligung                                                               | 965.339   | 72,6    | −18,6   |        |       |
| Nichtwähler                     | Nichtwähler                                                                   | 363.440   | 27,4    | +18,6   |        |       |
| Wahlberechtigte                 | Wahlberechtigte                                                               | 1.328.779 |         |         |        |       |
| Quelle: Zentrale Wahlkommission |                                                                               |           |         |         |        |       |

Unter den 100 Abgeordneten der Saeima waren:
- 15 Frauen
- 90 mit Hochschulabschluss